# Distretto di Forish
Il distretto di Forish, creato il 9 febbraio del 1935, è uno dei 12 distretti della Regione di Djizak, in Uzbekistan. Il capoluogo è Yangikishlok.